# سزار اسپینوزا
سزار اسپینوزا (اسپانیایی: Cesar Espinoza‎) یک بازیکن فوتبال اهل شیلی است.

## تیم ملی
وی همچنین در تیم ملی فوتبال شیلی بازی کرده‌است.